# Ferrocarril del Norte de Guatemala
El Ferrocarril del Norte de Guatemala fue un sistema ferroviario que funcionó entre la Ciudad de Guatemala y Puerto Barrios entre 1908 y 1990. Fue emprendido originalmente por el gobierno del general Justo Rufino Barrios quien lo dejó inconcluso al morir en 1885; su sobrino, el presidente José María Reina Barrios retomó el proyecto y logró llegar desde Puerto Barrios hasta El Rancho, a sólo noventa millas de la Ciudad de Guatemala siguiendo un trazo paralelo al cauce del río Motagua. Cuando la construcción parecía que iba a concluirse, Reina Barrios organizó la Exposición Centroamericana para 1897, principalmente para mostrar a potenciales inversionistas extranjeros la infraestructura ferroviaria de Guatemala, que -de haberse concluido- habría competido con un canal interoceánico que todavía no se había construido. 
Tras el asesinato de Reina Barrios, su sucesor —el licenciado Manuel Estrada Cabrera— otorgó la concesión de la construcción del ferrocarril a una empresa norteamericana, la cual lo concluyó en 1908. Para entonces, el ferrocarril ya no era estratégico, pues el Canal de Panamá ya estaba casi concluido y el gobierno guatemalteco otorgó su operación en concesión a la United Fruit Company y su subsidiaria International Railways of Central America.

## Trabajos iniciales
El presidente general Justo Rufino Barrios pensó unir la capital con la costa del Atlántico por medio de un ferrocarril, en igual forma como se había hecho con la costa del Pacífico, por lo que el 4 de agosto de 1883 emitió un decreto «excitando el patriotismo de los guatemaltecos», a efecto de que con sus propios recursos se construyera el Ferrocarril del Norte como una empresa nacional. Para tal efecto, se imponía una suscripción anual y obligatoria de cuatro pesos durante 10 años, que debían pagar todas las personas que devengaban más de ocho pesos mensuales, con derecho a ser accionistas y así llevar a cabo la obra con fondos de los propios guatemaltecos.
Cuando el General Justo Rufino Barrios murió en 1885, los trabajos del ferrocarril se suspendieron; para entonces solamente se habían tendido 32 kilómetros de rieles.

## Gobierno de Manuel Lisandro Barillas
En 1889, el gobierno del general Barillas estableció un contrato con Henry Louis Félix Cottu, de París, Francia para la construcción del ferrocarril del norte con las siguientes condiciones:
Cottu tomó al 80 % neto oro un empréstito que el Gobierno de Guatemala emitiría por valor de $21.312,500 oro, equivalentes a 106.562,500 francos en bonos de $20.00 oro o 100 francos cada uno;  los que devengarían el interés de 6% al año y serían amortizados en un término de 45 años a razón del 0.5% anual. El producto líquido del préstamo -equivalente a $17.050.000 oro iba a ser invertido de la siguiente forma:
- $2.000.000 oro, que el gobierno utilizaría para mejorar la situación económica y financiera del país.
- $3.750.000 oro, para la compra de los bonos y acciones del Ferrocarril Central de Guatemala.
- $10.000.000 oro, para la construcción del Ferrocarril al Atlántico y un muelle en el puerto de Santo Tomás de Castilla.
- $1.300.000 oro que se iban a mantener como depósito para pagar los intereses y amortización del préstamo durante la construcción del ferrocarril.[2]

Cottu también se comprometió a construir, por cuenta del estado a construir el ferrocarril del Norte y a traspasar al estado de Guatemala el contrato que había suscrito con Huntington en Nueva York para adquirir el ferrocarril central de Guatemala.
El gobierno, por su parte otorgaría todas las seguridades necesarias -sin perjuicio para la Nación, á fin de que los contratos fueran efectivos. De acuerdo a Barillas, las condiciones estipuladas eran favorables: el Gobierno disponía, de $2.000.000 oro para mejorar la situación económica y financiera del país; no obstante, de acuerdo al escritor Adrián Vidaurre, quien era Auditor de Guerra del presidente Manuel Estrada Cabrera —enemigo personal de Barillas—, en su obra Paralelo entre dos administraciones escrita en 1907, Barillas dejó abandonadas las obras del Ferrocarril del Norte que había iniciado Justo Rufino Barrios y para las que este último habría dejado suficientes fondos. Según Vidaurre, Barillas en lugar del ferrocarril se dedicó a la canalización del río Motagua, obra en la que habría ocurrido una alto nivel de corrupción y que no permitió que se hicieran vías de comunicación adecuada durante ese gobierno.

## Gobierno de José María Reina Barrios
Tras resultar electo como presidente en 1892, el presidente José María Reina Barrios se empeñó en el proyecto y el 19 de julio de 1895 emitió el decreto n.º 513, publicado ese mismo día en el diario oficial, en que se ordenaba la fundación de la ciudad de Puerto Barrios. El General Reyna Barrios colocó la primera piedra y declaró inaugurados los trabajos del ferrocarril.

### Empresa del Ferrocarril del Norte

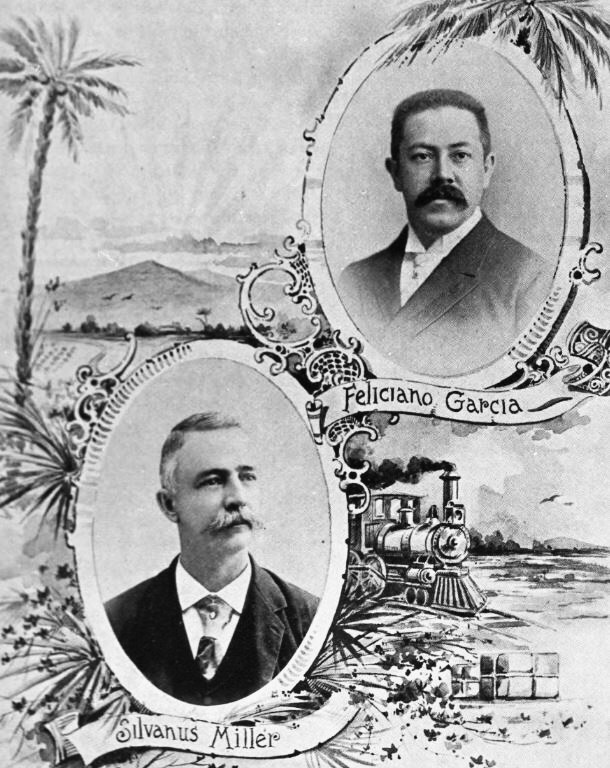
Feliciano García (administrador) y Silvanus Miller (ingeniero en jefe) de la Empresa del Ferrocarril del Norte en 1896. Fotografía de La Ilustración Guatemalteca.

Para administrar la construcción del ferrocarril, el gobierno de Reina Barrios contrató a Feliciano García quien desde muy joven había mostrado habilidad para el manejo de negocios públicos y quien había sido secretario privado del general Justo Rufino Barrios cuando este fue presidente de Guatemala.  Una enfermedad obligó a García a emigrar a Europa para su curación, pero al regresar no estuvo en condiciones de participar en el gobierno.  Tras la derrota y muerte de Barrios en 1885 en Chalchuapa, García fue acusado de traición y terminó en prisión; sin embargo, luego de las investigaciones pertinentes, fue dejado en libertad y el nuevo presidente, general Manuel Lisandro Barillas Bercián, le otorgó la renta de licores y tabaco, como reparación a los agravios recibidos.  Posteriormente, ayudó en la campaña del general José María Reina Barrios, a cambio de lo cual fue nombrado cónsul de Guatemala en los Estados Unidos.
El ingeniero estadounidense Silvanus Miller fue el encargado de la construcción del ferrocarril.  En Centroamérica ya había colaborado en la construcción del ferrocarril de Puerto Limón en Costa Rica, y en El Salvador estuvo a cargo de unos estudios geológicos y en la explotación minera; finalmente, en Guatemala el general Justo Rufino Barrios le encomendó la construcción del Ferrocarril del Norte.

### Avances para la Exposición Centroamericana

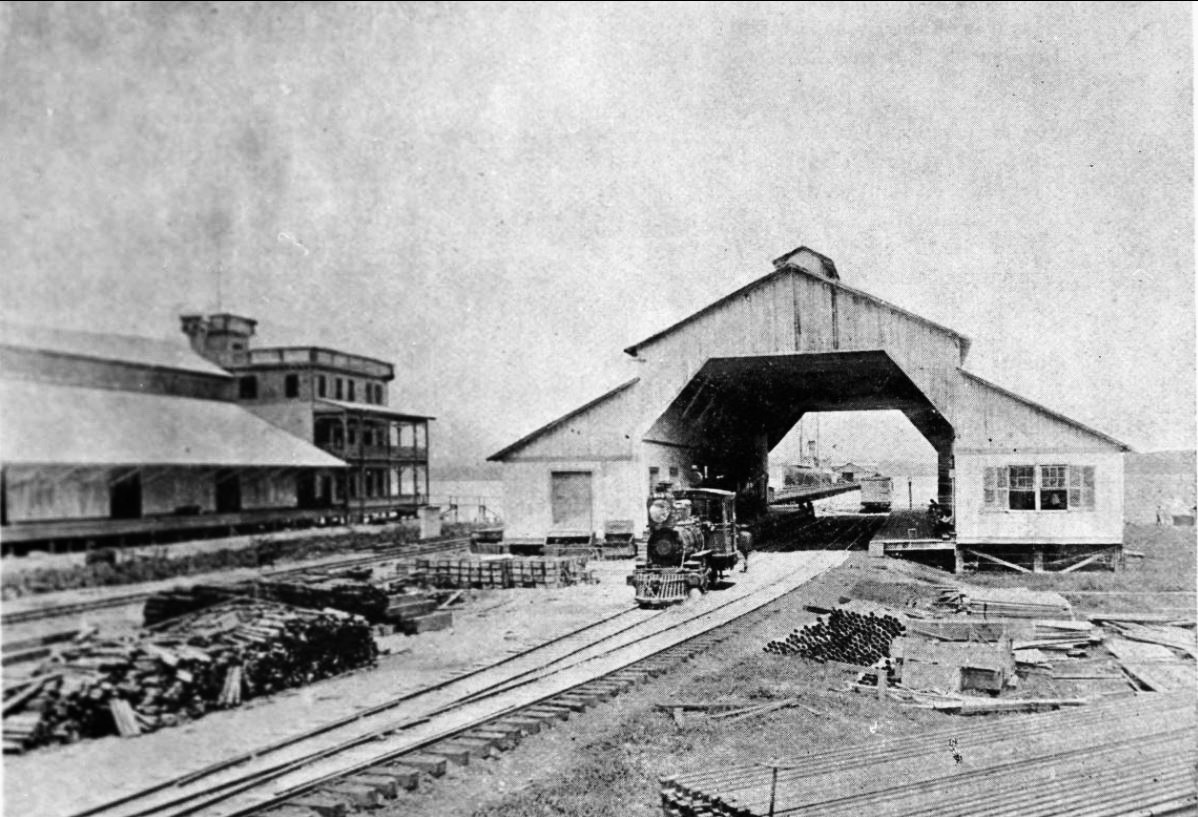
Estación y aduana de Puerto Barrios en 1896, mientras todavía se estaba construyendo el Ferrocarril del Norte. Fotografía de La Ilustración Guatemalteca

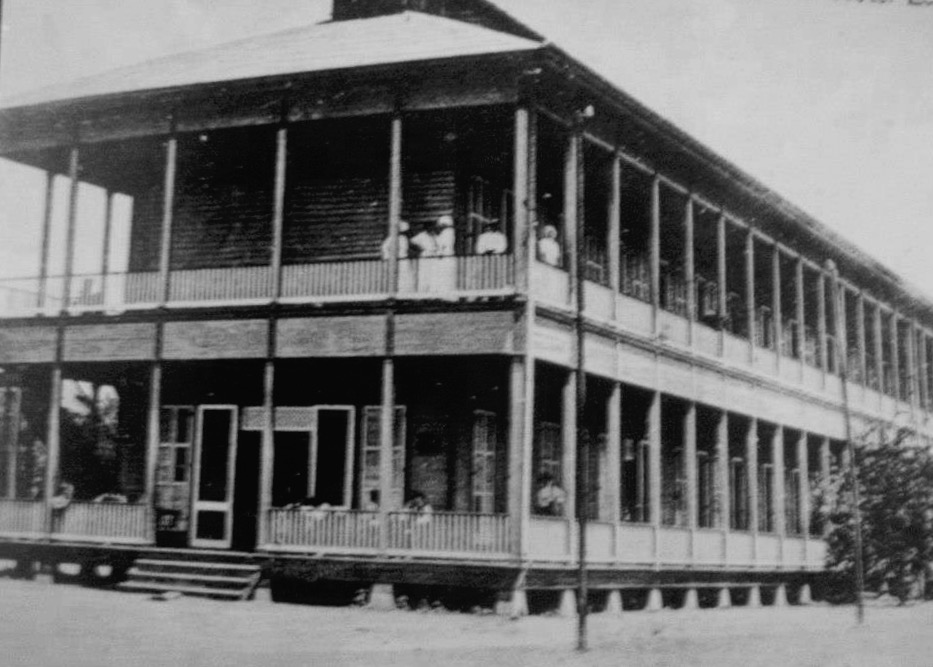
Hotel del Ferrocarril en la ciudad de Zacapa.

El 22 de noviembre de 1896 se inauguró el tramo de Zacapa a Puerto Barrios del Ferrocarril del Norte, considerado en ese momento un gran paso hacia las soluciones más urgentes de los problemas que afrontaba Guatemala.  El trazo abierto contaba con ciento y una millas, un poco más de la distancia total entre el puerto en el Atlántico y la Ciudad de Guatemala. Para entonces, el Norte de Guatemala era una región nueva, una fuente de riqueza no explorada y la construcción de la línea férrea prometía poder iniciar la explotación industrial y comercial de la región. La extensión total de la línea Puerto Barrios-Ciudad de Guatemala -por el derrotero de Panajax- era de ciento noventa y seis millas y nueve décimos, y se construyó en estas etapas: de Puerto Barrios a Tenedores, dieciocho millas; de Tenedores a Los Amates, cuarenta millas y ocho décimos; de Los Amates a Gualán, veintiún millas un décimo; de Zacapa a El Rancho, treinta y cuatro millas; del Rancho a Panajax, treinta millas; de Panajax a la Ciudad de Guatemala, en el punto de empalme con el Ferrocarril del centro, treinta y dos millas.
El tramo hasta El Rancho de San Agustín estuvo concluido en marzo de 1897, dejando construidos un total de ciento treinta y cuatro millas y nueve décimos; sin embargo, aunque el tramo del Rancho a Panajax no ofrecía extraordinarias dificultades, las últimas treinta y dos millas hasta la Ciudad de Guatemala si exigían penosas condiciones de trabajo, e incluso la construcción de un alto puente a la entrada Noreste de la ciudad.  Para llegar hasta allí, se tuvieron que sortear numerosas dificultates: leguas de terreno pantanoso, trayectos de base quebradiza, carestía de jornaleros y -sobre todo- los cambios en los precios internacionales que, en los últimos dos años del gobierno del general Reina Barrios cayeron estrepitosamente, especialmente los del café y de la plata.
El gasto incurrido en las cinco primeras secciones se elevó a la suma de seis millones novecientos mil pesos guatemaltecos, además de existir una deuda de novecientos noventa mil pesos, que hacían un total de gastado de siete millones ochocientes noventa mil pesos.  Estos valores incluyeron el precio de las construcciones y del material rodante, el que incluía locomotoras, seis carros de primera clases, un carro pulman, cinco carros de segunda clase, ciento quince carros de plataforma, treinta carros de cajón, tres carros de equipaje, dos caros de guía a vapor, cuatro maniguetas, dos velocípedos de inspección, cuatro y carritos de empuje.  Todo ese equipo contaba con frenos de aire comprimido sistema Westinghouse, automáticos.  Los costos reportados también incluyeron las diecisiete estaciones que se construyeron entre Puerto Barrios y el Rancho de San Agustín, y que contaban con dependencias y oficinas, útiles y mobiiario, así como el pequeño taller en Puerto Barrios y los talleres grandes en Gualán.  Finalmente, entre Puerto Barrios y Zacapa se colocaron diez depósitos de agua y diecinueve casitas de sección, varias galeras para carbón, casas, otros edificios para abrigar locomotoras y carros y para pintar el material.
En el tramo se construyeron numerosos puentes, entre los que sobresalían los puentes de los ríos San Francisco, San Francisco del Mar, río Escondido, río Motagua, río Iguana y río Gualán, de los cuales el puente sobre el río Motagua era el mayor, con una longitud de seiscientos cincuenta pies; por su parte, el puente sobre el Gualán tenía trescientos cincuenta pies y el puente entre Zacapa y El Rancho trescientos pies.
El ferrocarril tenía muchas dependencias en el muelle de Puerto Barrios, incluyendo los aparatos de carga y descarga, terrenos, propiedades y almacenes con herramientras e instrumentos.

### Colapso de la economía guatemalteca y muerte de Reina Barrios

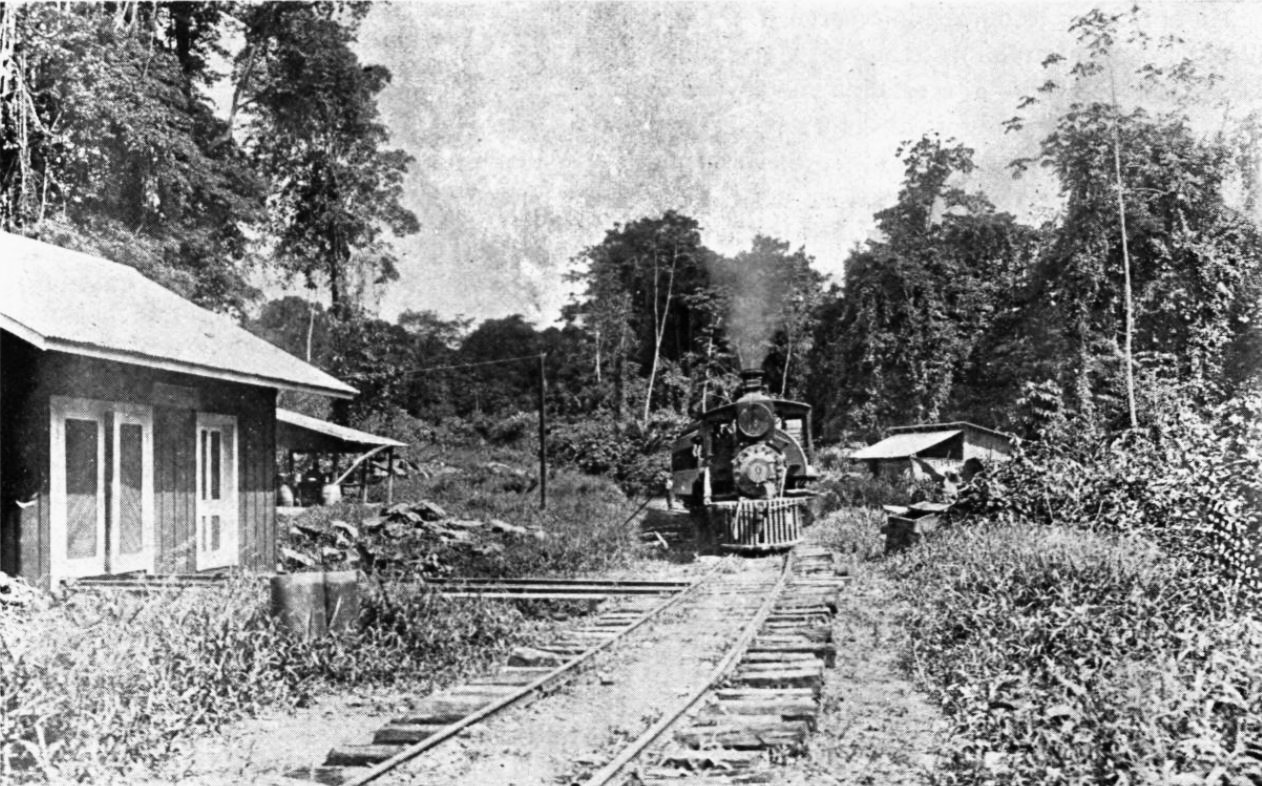
Casita de sección del ferrocarril en 1896. Fotografía de La Ilustración Guatemalteca.

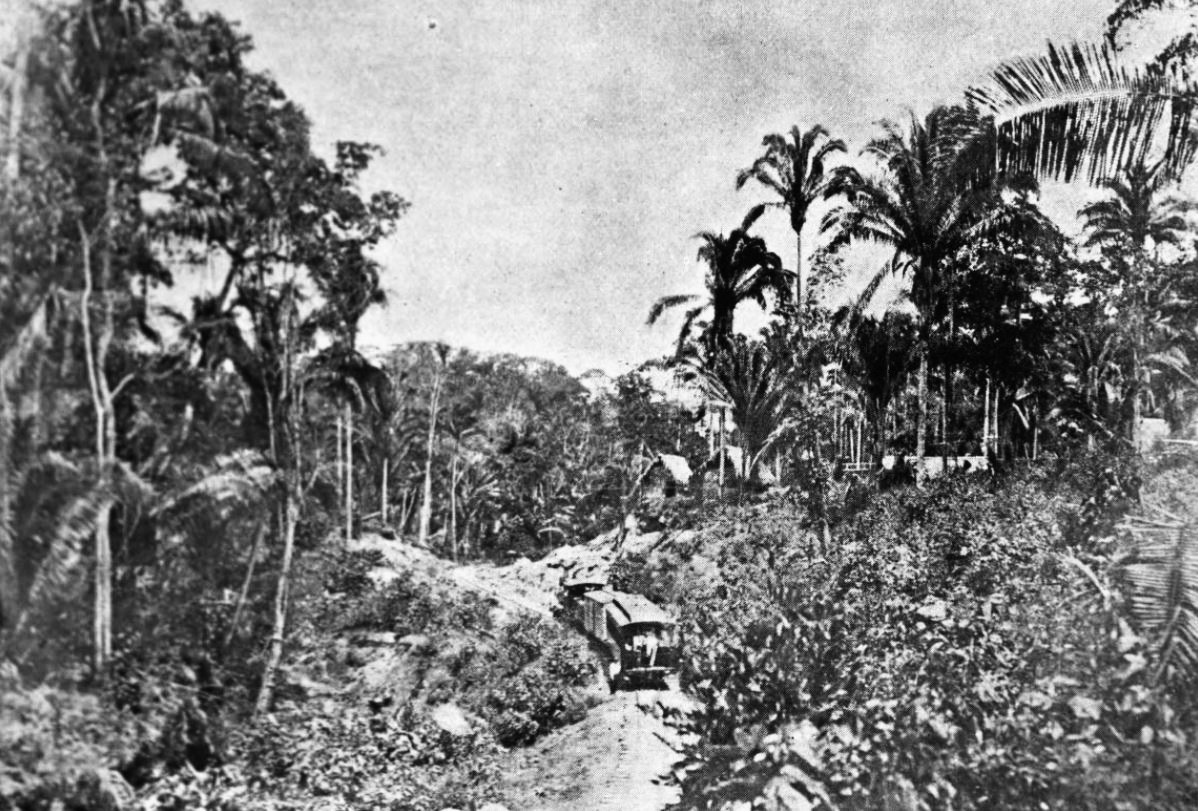
Tramo selvático del ferrocarril en 1896. Fotografía de La Ilustración Guatemalteca.

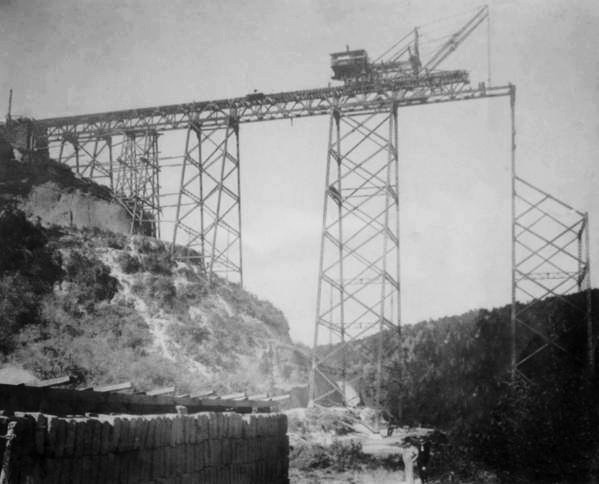
Construcción del puente de las Vacas en la entrada a la Ciudad de Guatemala en 1907.

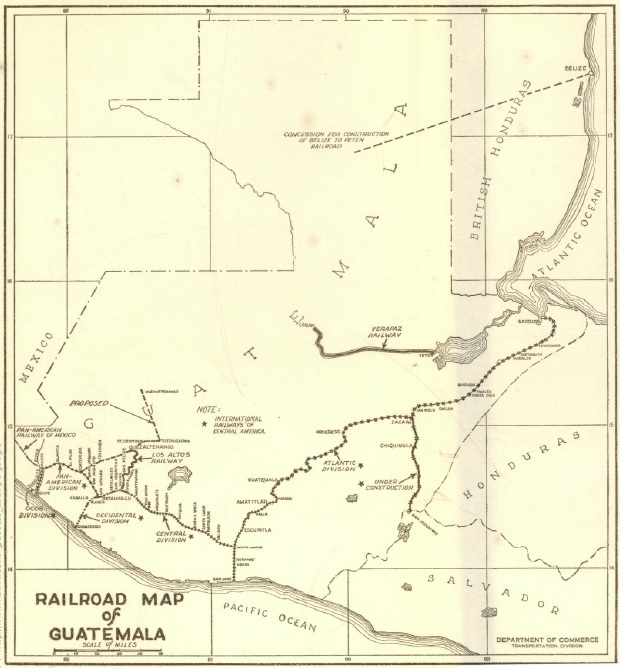
Mapa de las líneas férreas que existían en Guatemala en 1925.

En junio de 1896 se reportó que la sociedad guatemalteca se había visto sacudida por los cablegramas que reportaban que había habido una baja en el café; las revistas culturales que circulaban entre los círculos ilustrados del país comentaban que los sueños dorados de liquidar vendiendo las fincas a precios fabulosos, excursiones de recreo a Europa y los aderezos de perlas y brillantes para las damas quedarían por un lado.  En febrero de 1897, los efectos de la inflación ya se hacían notar en todos los estratos de la sociedad: los costos de la canasta básica se incrementaron, la medida de suprimir los derechos arancelarios a los productos de primera necesidad no sirvió para evitar el alza de precios y se solicitaba apoyar a la agricultura nacional ya que hasta el heno de los caballos de los carruajes de los criollos y el maíz que utilizaban los indígenas para hacer sus tortillas eran importados.  Y finalmente, se rogaba que se consumiera lo nacional, pues las tiendas tenían todo surtido de productos extranjeros, a pesar de que los nacionales eran de calidad similar.
En marzo de 1897, coincidiendo con el inicio de la Exposición Centroamericana, la revista cultural La Ilustración Guatemalteca  publicó un análisis detallado de la situación económica de Guatemala: en ese momento, los precios de los valores públicos emitidos por el gobierno para financiar las obras de infraestructura habían pasado de una relativa estabilidad a un descenso rápido y desconsolador, y existía una paralización completa en los negocios por carencia casi absoluta de efectivo, situación muy grave que estaba empezando a afectar el comercio, la agricultura, la industria y demás fuentes de riqueza.  Las causas de este serio problema eran el excesivo desarrollo que el gobierno de Reina Barrios había dado a necesidades ficticias -o sea, el embellecimiento de la Ciudad de Guatemala y la realización de la Exposición Centroamericana- sin haber tomado en cuenta el verdadero estado de las finanzas nacionales.  Se consideraba para entonces que la única solución era una austeridad completa con un plan de economías y la abstención absoluta de todo dispendio innecesario y se temía que se llegara a una bancarrota estatal.
Por otra parte se indicaba que el país solamente producía café y no tenía ningún otro fruto con qué hacer frente al sinnúmero de necesidades aumentadas por los bonos para el Ferrocarril del Norte y para la Exposición, entre otros; por otra parte, todo era importado y no quedaba saldo alguno que pudiera equilibrar la balanza del comercio guatemalteco en 1897.  Se recomendaba que se hiciera un préstamo a largo plazo negociado en buenas condiciones, y que no fuera como los que hasta entonces se habían hecho por los gobiernos guatemaltecos que no solamente tenían intereses excesivos, sino que no eran administrados de forma honrada.  Pero esta solicitud no fue atendida: en abril de 1897 se reportó que la Asamblea Nacional Legislativa -presionada por el Ejecutivo- autorizó un préstamo de dos millones de libras esterlinas, colocando a Guatemala a la cabeza de las naciones de América Latina por su deuda exterior; fuertes señalamientos hacia el gobierno lo acusan de haber autorizado la ruina inminente del país.
Cuando el gobierno se dio cuenta de que la Exposición Centroamericana iba a fracasar, provocó una baja en la cantidad de moneda de plata circulante cuando relevó a los bancos de Guatemala de pagar en moneda corriente de oro o plata, facultándolos para hacerlo con sus propios billetes, de los que existían entonces alrededor de 10 millones de pesos en circulación.  El 15 de agosto de 1897, La Ilustración del Pacífico publicó un severo editorial sobre la situación económica del país, haciendo ver que el dinero que se había generado cuando el precio del café estaba alto se había despilfarrado de tal forma, que cuando este cayó en los mercados internacionales se produjo una fuerte crisis económica derivada de la devaluación de la moneda circulante. Por su parte, el diario opositor La República informaba que el costo de la leche, los huevos y el pescado estaba tan elevado que solamente las familias acomodadas podían adquirirlos y solicitaba que se redujeran los aranceles a la harina para no debilitar a la población.
La crisis llegó a tal grado, que el 8 de febrero de 1898 murió asesinado el presidente Reina Barrios.

## Gobierno de Manuel Estrada Cabrera

### Concesión a la Compañía The Central American Improvement Co.
Tras la muerte de Reina Barrios, el licenciado Manuel Estrada Cabrera llegó al poder, y en 1900 autorizó a su Ministro de Fomento, Rafael Spínola, que se encargara de realizar un contrato con la compañía estadounidense Central American Improvement Co. Inc. para terminar el tramo El Rancho a Ciudad de Guatemala, y reparar los tramos que ya estaban construidos pero que estaban abandonados.  Para cubrir los gastos de la construcción, el gobierno de Estrada Cabrera se comprometió a emitir cuatro millones de pesos guatemaltecos oro, pagaderos en diez años y al 6% de interés; por aparte, como garantía para la realización de contrato, el gobierno guatemalteco concedió a la compañía estadounidense la posesión y explotación del tramo que ya estaba concluido junto con todos los activos e instalaciones del mismo, incluyendo el muelle de Puerto Barrios.  La compañía también tuvo derecho de disfrutar de la posesión del tramo nuevo que se estaba construyendo por espacio de diez años, y recibió gratuitamente todo el terreno necesario para montar la línea y almacenar todo el equipo y materiales que necesitara.
El ferrocarril se concluyó el 19 de enero de 1908, y fue celebrado en todo el país con gran pompa.

### International Railways of Central America (IRCA)
En 1904, aprovechando la disponibilidad pro-norteamericana del presidente Manuel Estrada Cabrera, socios de Minor Keith, empezaron a ganar control de varios ramales de ferrocarril en Guatemala y en El Salvador, gracias a generosas concesiones de los presidentes de ambos países; en ese mismo año, se incorporó la compañía International Railways of Central American (IRCA) se incorporó en el estado de Nueva Jersey, aun cuando los diferentes ramales ferroviarios continuaron funcionando independientemente.
El reporte anual de actividades de 1912, describe la consolidación de los diferentes ramales como sigue: «El ferrocarril guatemalteco asumió el control de los ramales Centra, Occidental y el de Ocós en 1912, cuando la fuerza laboral de las oficinas generales y de la estación y talleres de Zacapa y la ciudad de Guatemala se consolidaron en los edificios de la Compañía Ferroviaria Central en Guatemala; la unión de todo esto recibió el nombre de International Railways of Central America (IRCA).  A partir de ese momento, los trenes de Guatemala se conocieron como:
- Ferrocarril del Norte de Guatemala o del Distrito del Atlántico
- Ferrocarril del Distrito del Pacífico: los antiguos ferrocarriles Central, Occidental, Panamericano y de Ocós
- Ferrocarril Panamericano (en construcción por la Compañía Ferrocarrilera Central)»[17]

El reporte anual también reportó la construcción de la línea entre La Unión y San Miguel en El Salvador y menciona que el director de la IRCA era William C. Van Horne, quien ya había ganado cierta reputación en el Canadian Pacific Railroad.
Hasta el gobierno del coronel Jacobo Arbenz Guzmán (1951-1954), el principal medio de transporte en Guatemala era el ferrocarril, el cual era administrado por la International Railways of Central America (IRCA). El último año que IRCA reportó una ganancia fue en 1957.  En 1959, la carretera al Atlántico desde la Ciudad de Guatemala hasta Puerto Barios fue inaugurada, lo que dio como resultado que los camiones obligaran al tren a reducir sus tarifas, además de que perdió mucha clientela. Y en 1964, debido a un huracán y a enfermedades de los árboles, cerró su extensa operación en Tiquisate, dejando a la IRCA sin el 10% de sus ganancias.
El escritor y dramaturgo guatemalteco Manuel Galich —exministro de educación y embajador de los gobiernos revolucionarios de Juan José Arévalo y Jacobo Arbenz Guzmán- describe así como estuvo la negociación de la conclusión del Ferrocarril del Norte y la concesión del mismo a la IRCA y UFCO:
| Las finanzas son una suerte de magia extraordinaria. Un montón de papeles viejos se transforman en millones de dólares. He aquí como: Este montón de papeles son los bonos de una vieja deuda del Gobierno, la cual no ha pagado ni el principal, ni los intereses. Naturalmente no valen nada y por nada los hemos comprado nosotros, los tenedores. Proponemos una ventajosa operación al Gobierno, que éste acepta razonablemente: consolidar de la deuda. Gran beneficio para el deudor y bonos nuevos para nosotros. Como financiadores de la consolidación cobramos los gastos de ésta. Y como tenedores de los nuevos bonos cobramos dos años anticipados de intereses. ¿Cómo? Con los propios bonos de la nueva emisión. Honorable, lícito y ventajoso para el gobierno. Intereses posteriores se garantizarán, por ejemplo pignorándose los ingresos de las Aduanas. Ahora bien, a cambio del inapreciable servicio de la consolidación, el Gobierno autoriza la constitución de una Compañía, que concluya el ferrocarril. Las acciones e esa Compañía se distribuyen en tres partes. Una, para los contratistas del ferrocarril, que somos nosotros, por su trabajo. Otra para los tenedores de la antigua deuda, por los intereses que se les adeudaban, que también somos nosotros. Y otra parte para el Gobierno por haber construido casi todo el ferrocarril. A cada uno lo suyo. ¡Somos acreedores de la deuda y dueños del sesentiséis por ciento de las acciones del ferrocarril! ¡Se nos ha traspasado el ferrocarril, sin reclamo, ni gravamen alguno! Eso comprende el muelle, las propiedades, el material rodante, los edificios, las líneas telegráficas, los terrenos, las estaciones, los tanques y los hombres. Miles de hombres para hace rodar el ferrocarril. Exenciones de impuestos de importación de cuanto necesitamos para el ferrocarril. A los noventinueve años lo devolveremos. Pero no gratis. Ya habrá transportado millones de toneladas de banano, lo que se traduce en miles de millones de dólares para la Compañía. He aquí lo que importa un montón de papeles viejos de una vieja deuda externa. Y además, una página en la historia para el Gobierno que consolidó la deuda pública y construyó el ferrocarril para felicidad de la Nación.» —Manuel Galich El tren amarillo, drama del Caribe en tres actos Buenos Aires, 8 de agosto de 1954 |